# R.M.O. (equipo ciclista)
El equipo R.M.O. fue un equipo ciclista francés que compitió profesionalmente entre el 1986 y 1992. R.M.O. hace referencia a la empresa de trabajo temporal que hacía el patrocinio (Relation Main de Oeuvre).

## Corredor mejor clasificado en las Grandes Vueltas
| Año  | Giro de Italia    | Tour de Francia          | Vuelta a España       |
| ---- | ----------------- | ------------------------ | --------------------- |
| 1986 | -                 | 17.º Thierry Claveyrolat | -                     |
| 1987 | -                 | 32.º Guilles Mas         | -                     |
| 1988 | -                 | 23.º Thierry Claveyrolat | -                     |
| 1989 | -                 | 6.º Charly Mottet        | 9.º Jean-Claude Bagot |
| 1990 | 2.º Charly Mottet | 21.º Thierry Claveyrolat | -                     |
| 1991 | -                 | 4.º Charly Mottet        | 35.º Pascal Lino      |
| 1992 | -                 | 5.º Pascal Lino          | -                     |

## Principales resultados
- GP Ouest France-Plouay: Jean-Claude Colotti (1989), Ronan Pensec (1992)
- Campeonato de Zúrich: Charly Mottet (1990)
- París-Roubaix: Marc Madiot (1991)

### A las grandes vueltas
- Vuelta en España
  - 2 participaciones (1989, 1991)
  - 0 victorias de etapa:

- Tour de Francia
  - 7 participaciones (1986, 1987, 1988, 1989, 1990, 1991, 1992)
  - 6 victorias de etapa:
    - 2 el 1990: Thierry Claveyrolat, Charly Mottet
    - 4 el 1991: Mauro Ribeiro, Charly Mottet (2), Thierry Claveyrolat

  - 1 clasificación secundaria:
    - Gran Premio de la montaña: Thierry Claveyrolat (1990)

- Giro de Italia
  - 1 participaciones (1990)
  - 1 victoria de etapa:
    - 1 el 1990: Charly Mottet